# Казалунга (Павија)
Казалунга је насеље у Италији у округу Павија, региону Ломбардија.
Према процени из 2011. у насељу је живело 57 становника. Насеље се налази на надморској висини од 167 м.